# Organización del Fútbol del Interior
L'Organización del Fútbol del Interior (Organizzazione del calcio dell'Interior, abbreviato in OFI) è una federazione che dirige il calcio a livello amatoriale in Uruguay, eccettuato il dipartimento di Montevideo. Con il nome di Interior è appunto chiamata la parte dell'Uruguay esterna all'area della capitale.
Fondata a Montevideo il 14 luglio 1946, l'OFI è affiliata all'AUF (la principale federazione calcistica dell'Uruguay), ma è da essa autonoma.

## Storia
Le ragioni della particolare organizzazione del calcio in Uruguay, in cui di fatto esistono due federazioni, si legano allo sviluppo che questo sport ha avuto nel Paese sudamericano. Quando nel XIX secolo gli inglesi portarono il fútbol in Uruguay, esso attecchì immediatamente a Montevideo, ma giunse nel resto del Paese con notevole ritardo. Fu così che mentre le squadre della capitale, ormai sufficientemente attrezzate, giocarono il primo campionato nel 1900, nel resto del Paese esistevano sporadiche associazioni calcistiche amatoriali, dai mezzi insufficienti e soprattutto impossibilitate a militare nel campionato organizzato dall'AUF. Soprattutto, quando nel 1931 questo divenne professionistico, le piccole squadre dell'Interior disputavano ancora piccoli tornei di scarsa rilevanza ed erano tutte rigorosamente amatoriali.
Ma proprio negli anni trenta, sotto l'impulso dei risultati che in quegli anni la fortissima nazionale uruguaiana stava conseguendo, nei dipartimenti dell'Interior si cominciarono ad organizzare veri e propri campionati, le cd. "ligas". Nel 1946 gli organi direttivi di diverse ligas si riunirono a Montevideo, creando l'OFI. L'anno seguente si disputarono i primi tornei su scala nazionale.
Col passar degli anni sempre più ligas si sono legate all'OFI: al punto che essa è oggi la maggiore organizzazione sportiva dell'Uruguay, con oltre 80.000 tesserati (distribuiti su 670 club militanti in 67 ligas), addirittura più dell'AUF (nei cui confronti l'OFI è comunque in posizione subordinata).

## Competenze
Il calcio uruguaiano ha il suo vertice nella Primera e nella Segunda División Profesional, le uniche serie professionistiche, organizzate dall'AUF. Oltre la Segunda División esistono varie ligas regionales, praticate amatorialmente a livello dipartimentale: della Segunda División Amateur de Uruguay, cioè la liga di Montevideo, si occupa direttamente l'AUF; delle ligas degli altri 18 dipartimenti in cui è diviso il Paese si occupa invece l'OFI.

## Struttura
Retta da un consiglio direttivo, l'OFI è a propria volta suddivisa in 4 confederazioni:
- la Confederación del Este;
- la Confederación del Litoral;
- la Confederación del Litoral Norte;
- la Confederación del Sur.

È stata invece sciolta un'altra confederazione, un tempo esistente, quella del Norte/Noreste.

## Attività
L'attività dell'OFI è assai intensa, organizzando tanto tornei per club, quanto per rappresentative dei singoli dipartimenti.
L'organizzazione dei campionati delle singole ligas compete invece ai relativi organi direttivi.
A livello di club si disputano:
- la Copa El País, creata nel 1965, cui partecipano i club classificatisi ai primi posti nelle singole ligas;
- il Campeonato Femenino de Clubes Campeones del Interior (campionato femminile dei club campioni dell'Interior), istituito nel 2000.

In precedenza si giocavano anche:
- il Torneo Mayor de Clubes Campeones del Interior, di struttura simile alla Copa El País e disputato tra il 1998 e il 2000;
- la Supercopa de Clubes Campeones del Interior (dal 1971 al 1992);
- la Recopa El País de Clubes del Interior (solo nel biennio 1991-1992);
- in collaborazione con l'AUF, il Torneo Integración de Uruguay (1993-1996, escluso il 1995) e il Campeonato Nacional Femenino de Uruguay (2001 e 2003);
- in collaborazione con le federazioni amatoriali di altri Paesi latino-americani, il Torneo Sudamericano de Clubes Campeones del Interior (2001).

A livello di selezioni dipartimentali si disputano:
- il Campeonato de Selecciones del Interior (dal 1952);
- il Campeonato de Selecciones del Interior Sub-18 (dal 1976);
- il Campeonato de Selecciones del Interior Sub-17 (dal 1987);
- il Campeonato de Selecciones del Interior Sub-15 (dal 1993);
- la Copa San Isidro de Curuguaty (dal 1956), in collaborazione con l'UFI (l'omologo paraguaiano dell'OFI);

Dal 1997 al 2004 si disputava anche il Torneo Nacional Sub-18 de Uruguay, in collaborazione con l'AUF.